# Schleudersturz
Der Schleudersturz ist eine häufig auftretende Form des Sturzes beim Windsurfen. Bei zu starkem Wind oder einer unerwarteten Böe wird der Windsurfer nach vorne in Richtung der Boardspitze gezogen. Meist erfolgt der Sturz überschlagsartig. Dabei trifft je nach Länge des Boards häufig das Kopfstück des Gabelbaums oder der Mast auf die Spitze des Boards und beschädigt das Board durch die Wucht des Aufpralls schwer.
Ursache für den Schleudersturz ist häufig, dass der Windsurfer bei starkem Wind bereits großer Zugkraft ausgesetzt ist, jedoch nicht in den Fußschlaufen steht, die ihm zusätzlichen Halt bieten und die Wahrscheinlichkeit eines Schleudersturzes senken. Daher tritt dieser Sturz besonders häufig bei sogenannten Aufsteigern auf, die bereits bei stärkerem Wind surfen und ins Gleiten kommen, aber noch nicht die Sicherheit und Routine eines erfahrenen Windsurfers besitzen.